# Fillmore West
Fillmore West was een concertzaal in San Francisco eind jaren 1960, begin jaren 1970, waar bekende hippiebands als Grateful Dead en Jefferson Airplane optraden. Er werden verschillende live-albums opgenomen, zoals Live at the Fillmore – February 1969 van The Byrds en Live at the Fillmore 1968 van Santana.
Het gebouw stond oorspronkelijk bekend als "The Carousel Ballroom" en boekte in zijn begindagen vooral bigbands, maar in de jaren '60 ging men er meer blues- en rockartiesten boeken. In 1968 namen enkele bands uit de stad, waaronder Grateful Dead en Jefferson Airplane, de zaal in gebruik als een muzikaal experiment. Eind dat jaar nam Bill Graham de concertzaal over. Graham was al in het bezit van het kleinere en nabijgelegen Fillmore Auditorium en hij verkaste de hoofdbrok van de door hem geplande optredens naar de nieuw aangeschafte zaal. Omdat hij in New York ook al een concerttheater had met de naam Fillmore East, besloot hij de "Carousel Ballroom" om te dopen naar "Fillmore West". De Grateful Dead bleven kind aan huis en ook Jefferson Airplane, Quicksilver Messenger Service en Big Brother and the Holding Company kwamen er geregeld optreden.
In 1971 sloot Bill Graham de concertzaal, na vijf dagen aan optredens van onder andere Santana, Grateful Dead, Creedence Clearwater Revival en Quicksilver Messenger Service.